# Nor Astghaberd
Nor Astghaberd là một đô thị thuộc tỉnh Syunik, Armenia. Dân số ước tính năm 2011 là 97 người.